# Nikolaj Aleksandrovitj Kuznetsov
Nikolaj Aleksandrovitj Kuznetsov (ryska: Николай Александрович Кузнецов), född den 20 juli 1973, är en rysk tävlingscyklist som tog OS-silver i lagförföljelsen vid olympiska sommarspelen 1996 i Atlanta. Han är bror till tennisspelaren Svetlana Kuznetsova.